# Agrobacterium tumefaciens
Agrobacterium tumefaciens (synonym Agrobacterium radiobacter) er en gram-negativ jordbakterie. I sin naturlige form er denne bakterie et plantepatogen, som ved infektion fremkalder svulster (krongallesygdom) i en lang række tokimbladede planter.
Den kan gøre skade i landbruget, specielt ved dyrkning af flerårige afgrøder fx frugttræer og buske, da infektion med bakterien er vedvarende, og kan føre til reduktion i udbyttet.

## Infektionsmekanisme
Infektion og vækst af svulsten fra infektionsstedet, stammer fra et plasmid (Ti plasmidet), som bakterien bærer i sig. Foruden såkaldte virulensgener (Vir-gener), der er involveret i infektion af planten, huser plasmidet også et T-DNA (transfer DNA) fragment, der ved infektion bliver inkorporeret i plantens genom. Dette T-DNA koder for enzymer til syntesen af opiner. Opinerne bliver udskilt af planten og tænkes at fungere som en kvælstofkilde for bakterien.

## Bioteknologisk anvendelse
Udover sin betydning som skadevolder i landbruget er A. tumefaciens også kendt for sin betydning i bioteknologien. Grundet A. tumefaciens natur og dens evne til at lave transgene planter, gøre den til det perfekt leveringssystem for indsættelse af fremmede gener i planter, og til dels også andre eukaryote organismer. Dette gøres ved en kloning af den ønskede gensekvens, så den indsættes i A. tumefaciens T-DNA, hvilket så ved infektion vil blive leveret, inkorporeret og udtrykt i planten, resulterende i en modificeret transgen plante.